# 哈弗尔奥厄
哈弗尔奥厄（德語：Havelaue）是德国勃兰登堡州的一个市镇，隶属于哈弗尔兰县。总面积为74.81平方千米，截至2020年总人口为857人。